# Christian Ahlmann
Christian Ahlmann (Marl, 17 de diciembre de 1974) es un jinete alemán que compite en la modalidad de salto ecuestre.
Participó en cuatro Juegos Olímpicos de Verano, entre los años 2004 y 2016, obteniendo en total dos medallas de bronce en la prueba por equipos: en Atenas 2004 (junto con Otto Becker y Marco Kutscher) y en Río de Janeiro 2016 (con Meredith Michaels-Beerbaum, Daniel Deußer y Ludger Beerbaum).
Ganó una medalla de bronce en el Campeonato Mundial de Saltos Ecuestres de 2006 y siete medallas en el Campeonato Europeo de Saltos Ecuestres entre los años 2003 y 2019.

## Palmarés internacional
| Juegos Olímpicos   | Juegos Olímpicos          | Juegos Olímpicos  | Juegos Olímpicos |
| Año                | Lugar                     | Medalla           | Categoría        |
| ------------------ | ------------------------- | ----------------- | ---------------- |
| 2004               | Atenas (Grecia)           | Medalla de bronce | Por equipos      |
| 2016               | Río de Janeiro (Brasil)   | Medalla de bronce | Por equipos      |
| Campeonato Mundial |                           |                   |                  |
| Año                | Lugar                     | Medalla           | Categoría        |
| 2006               | Aquisgrán (Alemania)      | Medalla de bronce | Por equipos      |
| Campeonato Europeo |                           |                   |                  |
| Año                | Lugar                     | Medalla           | Categoría        |
| 2003               | Donaueschingen (Alemania) | Medalla de oro    | Individual       |
| 2003               | Donaueschingen (Alemania) | Medalla de oro    | Por equipos      |
| 2005               | San Patrignano (Italia)   | Medalla de oro    | Por equipos      |
| 2007               | Mannheim (Alemania)       | Medalla de plata  | Por equipos      |
| 2013               | Herning (Dinamarca)       | Medalla de plata  | Por equipos      |
| 2015               | Aquisgrán (Alemania)      | Medalla de plata  | Por equipos      |
| 2019               | Róterdam (Países Bajos)   | Medalla de plata  | Por equipos      |